# Биково (аеропорт)
Аеропорт Биково (IATA: BKA, ICAO: UUBB) — колишній аеропорт Москви. Розташований за 35 км на південний схід від центру міста. Сполучений з містом Раменське Рязанським шосе та залізничною лінією Рязанського напрямку Московської залізниці (станція Биково).
Приймав літаки типів Як-42, Ан-12 і все більш легкі, а також гелікоптери всіх типів. Можливий був також прийом літаків Іл-76, Ту-154 без завантаження (перегонка на ремонт). Класифікаційне число ЗПС (PCN) 38/F/B/X/T.
З 18 жовтня 2010 року експлуатація аеропорту припинена, він закритий для прийому повітряних суден цивільної авіації та використовується лише як посадковий майданчик для гелікоптерів МВС РФ. До жовтня 2011 року в Биково базувалися авіатаксі Dexter (потім було перебазовано у аеропорт «Раменське»).
У квітні 2011 розпочато демонтаж (знесення) аеровокзального комплексу.
У червні 2011 року Биково виключено з Державного реєстру цивільних аеродромів Російської Федерації.

## Історія
Летовище було створено та почало експлуатуватися у 1933 році. Обслуговувало авіарейси у великі промислові центри Росії. Спочатку мав ґрунтову злітно-посадкову смугу.

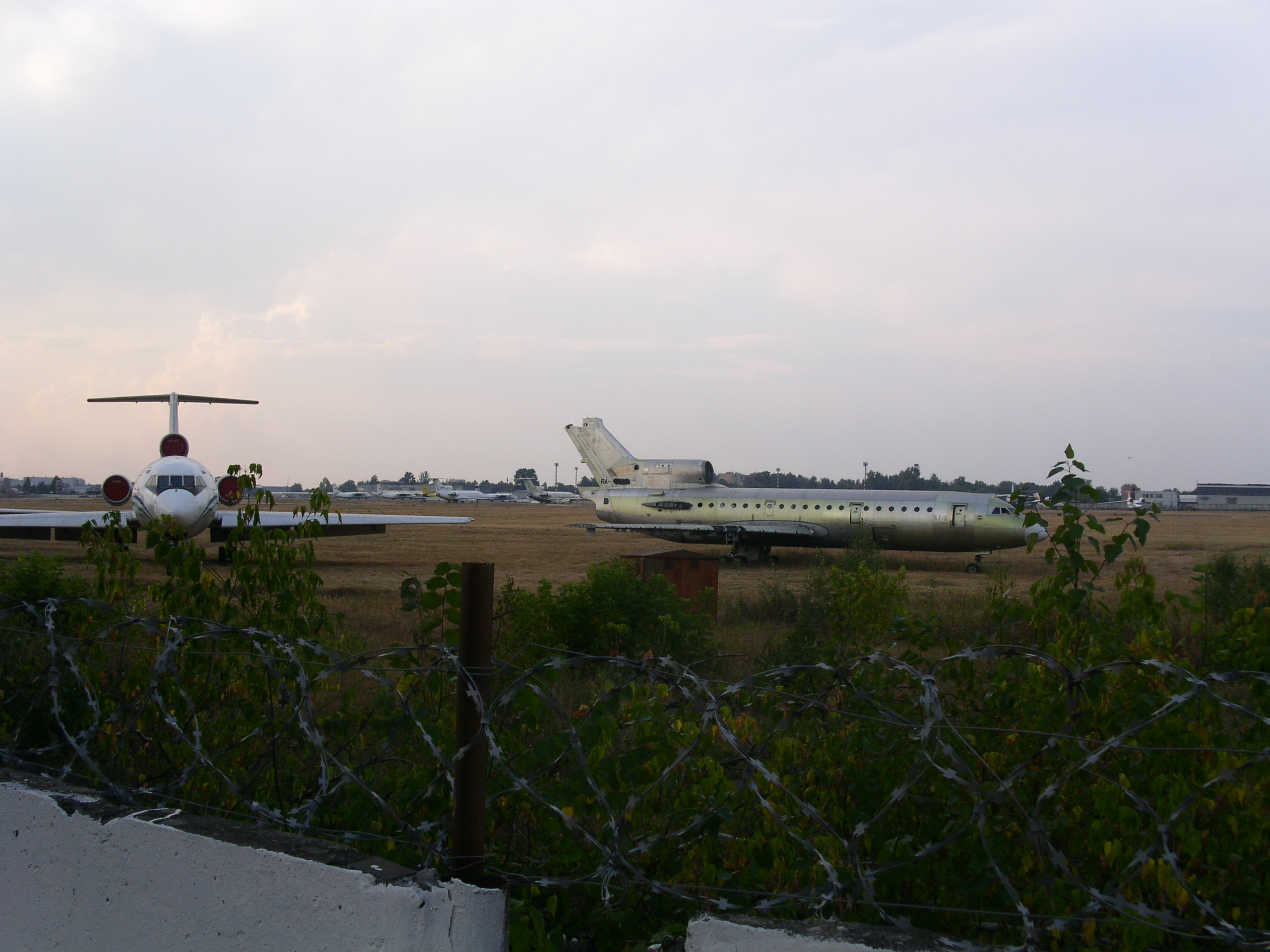
Аварія літака у Биково

У 1936 році Центральний аеродром імені М. В. Фрунзе був тимчасово закритий на реконструкцію, і функції аеропорту столиці були передані у Биково. 13 вересня 1936 року з аеропорту Биково почалися регулярні авіарейси за центральним розкладом. Цю дату можна вважати днем народження аеропорту.
Під час Другої світової війни з цегли була побудована ЗПС завдовжки 1 000 м і шириною 80 м.
З 1948 року в Биково експлуатувалися вітчизняні пасажирські літаки Лі-2, трохи пізніше — авіалайнери Іл-12 та Іл-14.
У середині 1950-х на аеродромі побудований єдиний командно-диспетчерський пункт та встановлений оглядовий радар.
У 1960 році побудована асфальтобетонна ЗПС завдовжки 1 400 м, що дозволила увесь рік експлуатувати не лише літаки типу Іл-14, Але і прийшли їм на зміну турбогвинтові Ан-24.
У 1968 році Биківський об'єднаний авіазагін брав участь у проведенні експлуатаційних випробувань першого в світі реактивного пасажирського літака для місцевих повітряних ліній Як-40. Свій перший рейс за маршрутом Биково — Кострома — Биково Як-40 здійснив 30 серпня того ж року.
У 1970 пасажирообіг аеропорту вперше досяг 1 млн осіб. У 1975 збудовано нову будівлю аеровокзалу (пропускна спроможність 400 пасажирів на годину). Пасажиропотік 1975 року склав 1,5 млн пасажирів.
Коротка ЗПС (менше півтора кілометри завдовжки) стала причиною інциденту, що стався 28 липня 1971 року з літаком Як-40 (бортовий номер СРСР-87719), який при пробігу після посадки викотився за межі смуги, перетнув автодорогу, врізався в довколишні будови та загорівся.. Подібні інциденти повторювалися у 1970-х роках. У 1979 році ЗПС реконструйована (її довжина доведена до 2200 м, а міцність збільшена), на аеродромі оновлено світлосигнальне обладнання, встановлене нове радіонавігаційне та зв'язне устаткування.
У 1980 році Биківське авіапідприємство освоїло літак третього покоління — 120-місцевий Як-42. 22 грудня виконаний перший регулярний рейс на Як-42 в Краснодар та назад.
У 1994 році аеропорт був приватизований, державі дісталося 51%  акцій, 49% отримав трудовий колектив, утворене ВАТ «Биково-Авіа». Аеропорт приймав літаки, що експлуатуються на місцевих повітряних лініях та авіалініях середньої протяжності.
Останній регулярний рейс — Москва — Нижній Новгород виконувався на літаках Як-42 авіакомпанією «Центр-авіа» до 2009 року.
З січня 2009 по 2011 роки аеропорт не обслуговував регулярні авіарейси. У Биково літали лише літаки та гелікоптери ДУ "МАЦ" і МВС, виконувалися чартерні рейси..

## Перспективи
У планах Московської області було до 2012 року створити на основі аеропорту Биково сучасний міжнародний аеропорт з обслуговуванням 500 тис. пасажирів на рік, з формуванням супутньої інфраструктури у вигляді автомобільних трас і залізниці .
Аеропорт закритий з 18 жовтня 2010 року через закінчення строку дії договору оренди аеродромного комплексу, який в останні роки експлуатувався ТОВ "Аеропорт Биково". На право оренди комплексу оголошено аукціон. терміни його проведення не уточнюються.
У січні 2011 року глава Міністерства транспорту РФ Ігор Левітін заявив, що російська влада не планує розвиток перевезень цивільної авіації в Биково; мабуть, це буде аеродром для авіації спеціального призначення.

## Цікаві факти
Розташування метеорологічного майданчика метеостанції (АМСГ) аеродрому Биково не відповідало вимогам керівних документів, згідно з яким метеорологічний майданчик повинен був віддалений від будівель та дерев не менше ніж на 10-кратне значення їх висоти . Фактично метеомайданчик перебував за декілька метрів від будівлі аеровокзалу. Як наслідок, ця метеостанція значно (деколи на 1—2 градуси) завищувала температуру повітря; нерідко температура повітря в Биково була найвищою серед усіх метеостанцій Московської області.
У серпні 2011 року метеостанція Биково була закрита.

## Биківський авіаремонтний завод
На території аеропорту розташований Биківський авіаремонтний завод (БАРЗ), який спеціалізується нині на ремонті авіаційних двигунів Д-30. Завод існує з 1931 року (до 1995 року носив назву «Завод № 402 ГА»), пройшов шлях від ремонту літаків По-2, По-2, Р-5, Ан-2 та авіамоторів М-11, АШ-62, АШ-82В до ремонту сучасних повітряних суден Іл-18, Іл-76, Як-42.